# Konkani
El konkani o concani (devanagari: कोंकणी, Kōṅkaṇī, alfabet llatí: Konknni;കൊങ്കണി) és una de les llengües nacionals de l'Índia, que pertany a família de les llengües indoeuropees. És una llengua indoària, que es parla a la costa oest de l'Índia, a la zona anomenada divisió de Konkan.
El konkani inclou un nombre significatiu de préstecs derivats de les llengües dravídiques. D'altres llengües com el portuguès, el canarès, el marathi i el persa, també han exercit una forta influència.